# Reservations for Two
Reservations for Two è un album della cantante statunitense Dionne Warwick, pubblicato dall'etichetta discografica Arista nell'agosto 1987.
Dal disco vengono tratti i singoli Love Power, Reservations for Two e, l'anno seguente, Another Chance to Love.

## Tracce

### Lato A
1. Love Power (duetto con Jeffrey Osborne)
2. Close Enough
3. You're My Hero (duetto con Smokey Robinson)
4. In a World Such as This
5. Another Chance to Love (duetto con Howard Hewett)

### Lato B
1. Reservations for Two (duetto con Kashif)
2. Cry on Me
3. Heartbreak of Love (duetto con June Pointer)
4. For Everything You Are
5. No One in the World